# Кровавая песня
«Кровавая песня» (англ. Blood Song) — (также известен как Убийца снов) — американский независимый слэшер фильм 1982 года снят Алан Дж. Леви. 
Сюжет фильма следует за молодой девушкой из города Орегон, которую в её снах преследует психопат с топором, от которого она когда-то получила переливание крови.
Фильм вышел сразу на видео.

## Сюжет
В 1955 году в Портленде бизнесмен находит свою жену в постели с другим мужчиной и совершает двойное убийство и убивает сам себя. Его маленький сын Пол стал свидетелем трех смертей и получил психологическую травму. Двадцать пять лет спустя, в 1980 году, Пол находится в психиатрической больнице недалеко от небольшого городка на Орегонское побережье. Однажды Полу удается убить санитара, а затем забрать любимую флейта которую подарил в детстве ему отец, прежде чем покинуть лечебницу.
Тем временем девушка Марион изо всех сил пытается приспособиться к своей инвалидности. Она пережила автомобильную аварию за несколько лет до того из-за её пьяного отца Фрэнка. Марион не в состоянии ходить без трости. Домашняя жизнь Марион омрачена тем, что отец оскорбляет её и её мать. И Марион мечтает покинуть Стэнфордский залив, когда её парень рыбак Джои устроится на работу.
Полу удается словить попутку и его подвозит водитель грузовика. Когда водитель раздражается игрой Пола на флейте, Пол бьёт его по голове топором, и он убивает его, прежде чем угнать его автомобиль. Впоследствии он забирает автостопщицу, которую он приносит в местный мотель. Они начинают заниматься любовью, но Пол душит её до смерти после того, как он не может очаровать её игрой на флейте. Марион одновременно страдает от странных снов и видений убийств, которые она обнаруживает, на самом деле это предчувствия. Находясь в больнице после аварии, она получила после переливание крови от Пола, который дал ей экстрасенсорные способности.
Видения у Марион становятся чаще, и она в конечном итоге сталкивается с ним, избавляясь от трупа женщины на пляже, делая её своей следующей жертвой. Марион удается убежать от Пола, но позже он узнает, где она живёт. Он проникает в дом, убивая её отца. Марион изо всех сил пытается идти, ей удаётся бежать из дома на соседнюю лесопилку, и её преследует Пол. Преследуя Марион, Пол протыкает рабочего вилочным погрузчиком, а затем непреднамеренно врезается в барьер, в результате чего вилочный погрузчик съезжает с пирса в залив.
Позже в полицейском участке Марион допрашивает полиция о нападавшем на неё человеке. Полиция не в силах найти никаких следов Пола и полагает, что Марион психически больна и сама ответственна за убийства. Она отправляется в ту же психиатрическую лечебницу, из которой Пол ранее сбежал. Когда Марион лежит, привязанная к больничной кровати, Пол входит в её палату, выдавая себя за врача. Марион просыпается и кричит в ужасе.